# Гарлан (Кентуккі)
Гарлан (англ. Harlan) — місто (англ. city) в США, в окрузі Гарлан штату Кентуккі. Населення — 1776 осіб (2020).

## Географія
Гарлан розташований за координатами 36°50′37″ пн. ш. 83°18′58″ зх. д. / 36.84361° пн. ш. 83.31611° зх. д. (36.843520, -83.316039).  За даними Бюро перепису населення США в 2010 році місто мало площу 3,45 км², з яких 3,37 км² — суходіл та 0,08 км² — водойми.

## Демографія
Згідно з переписом 2010 року, у місті мешкало 1745 осіб у 739 домогосподарствах у складі 432 родин. Густота населення становила 505 осіб/км².  Було 848 помешкань (246/км²).
Расовий склад населення:
| - 92,7 % — білих - 3,7 % — чорних або афроамериканців - 1,6 % — азіатів - 0,1 % — корінних американців |

До двох чи більше рас належало 1,5 %. Частка іспаномовних становила 2,3 % від усіх жителів.
За віковим діапазоном населення розподілялося таким чином: 24,5 % — особи молодші 18 років, 60,4 % — особи у віці 18—64 років, 15,1 % — особи у віці 65 років та старші. Медіана віку мешканця становила 39,6 року. На 100 осіб жіночої статі у місті припадало 90,1 чоловіків;  на 100 жінок у віці від 18 років та старших — 83,6 чоловіків також старших 18 років.
Середній дохід на одне домашнє господарство  становив 38 567 доларів США (медіана — 25 769), а середній дохід на одну сім'ю — 52 521 долар (медіана — 38 068). Медіана доходів становила 40 461 долар для чоловіків та 33 542 долари для жінок. За межею бідності перебувало 29,2 % осіб, у тому числі 41,7 % дітей у віці до 18 років та 11,3 % осіб у віці 65 років та старших.
Цивільне працевлаштоване населення становило 559 осіб. Основні галузі зайнятості: освіта, охорона здоров'я та соціальна допомога — 29,9 %, роздрібна торгівля — 16,5 %, мистецтво, розваги та відпочинок — 10,7 %, науковці, спеціалісти, менеджери — 7,5 %.